# 규토쿠촌 (시가현)
규토쿠촌(久徳村)은 시가현 이누카미군에 설치되었던 촌이다.